# Filzmoos (Hebalm)

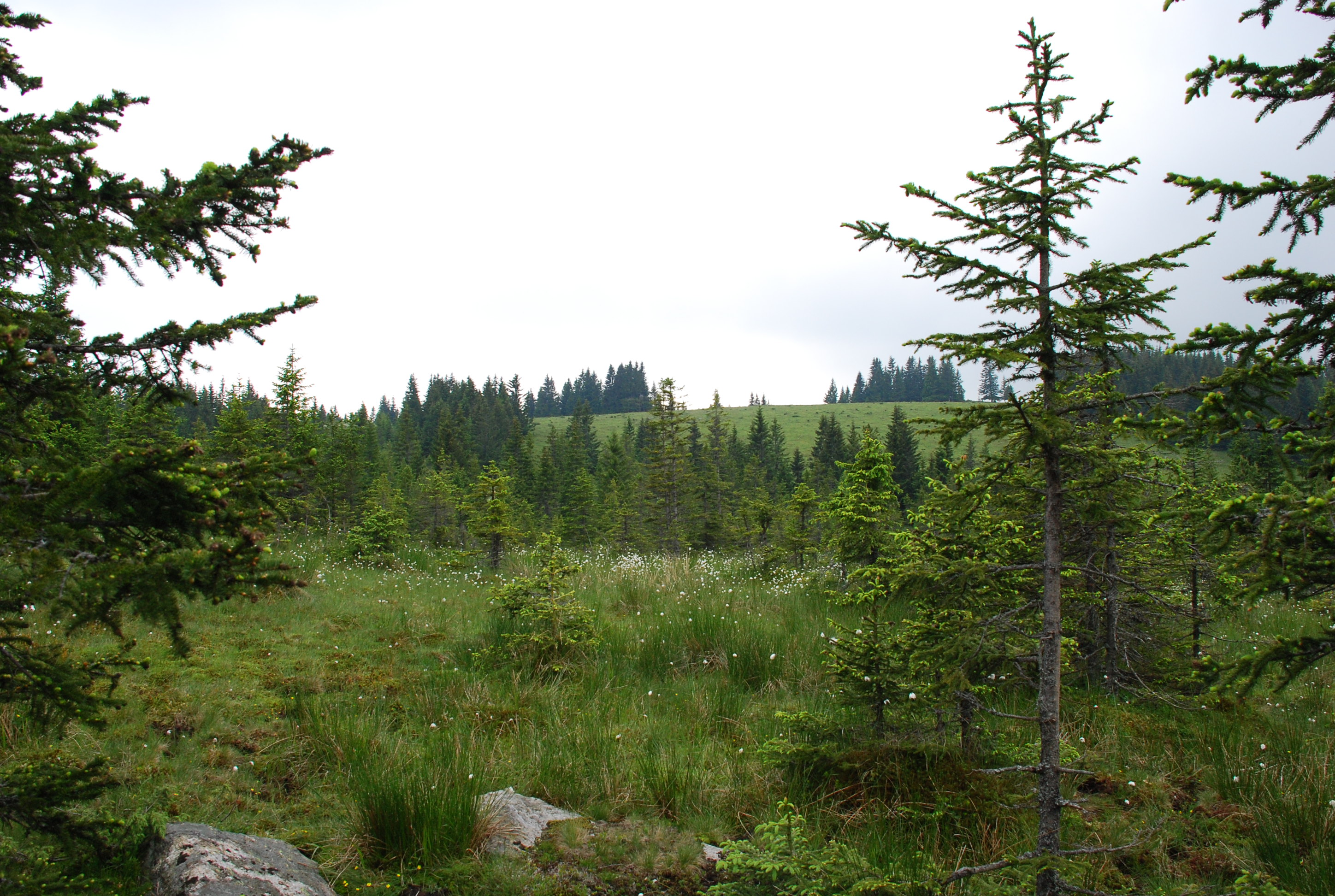
Im Filzmoos auf der Hebalm, im Hintergrund der Hochriegel (Vorberg des Schwarzkogels)

Das Filzmoos ist ein Feuchtgebiet auf der Hebalm in der Mittleren Koralpe in der Weststeiermark.

## Geografie

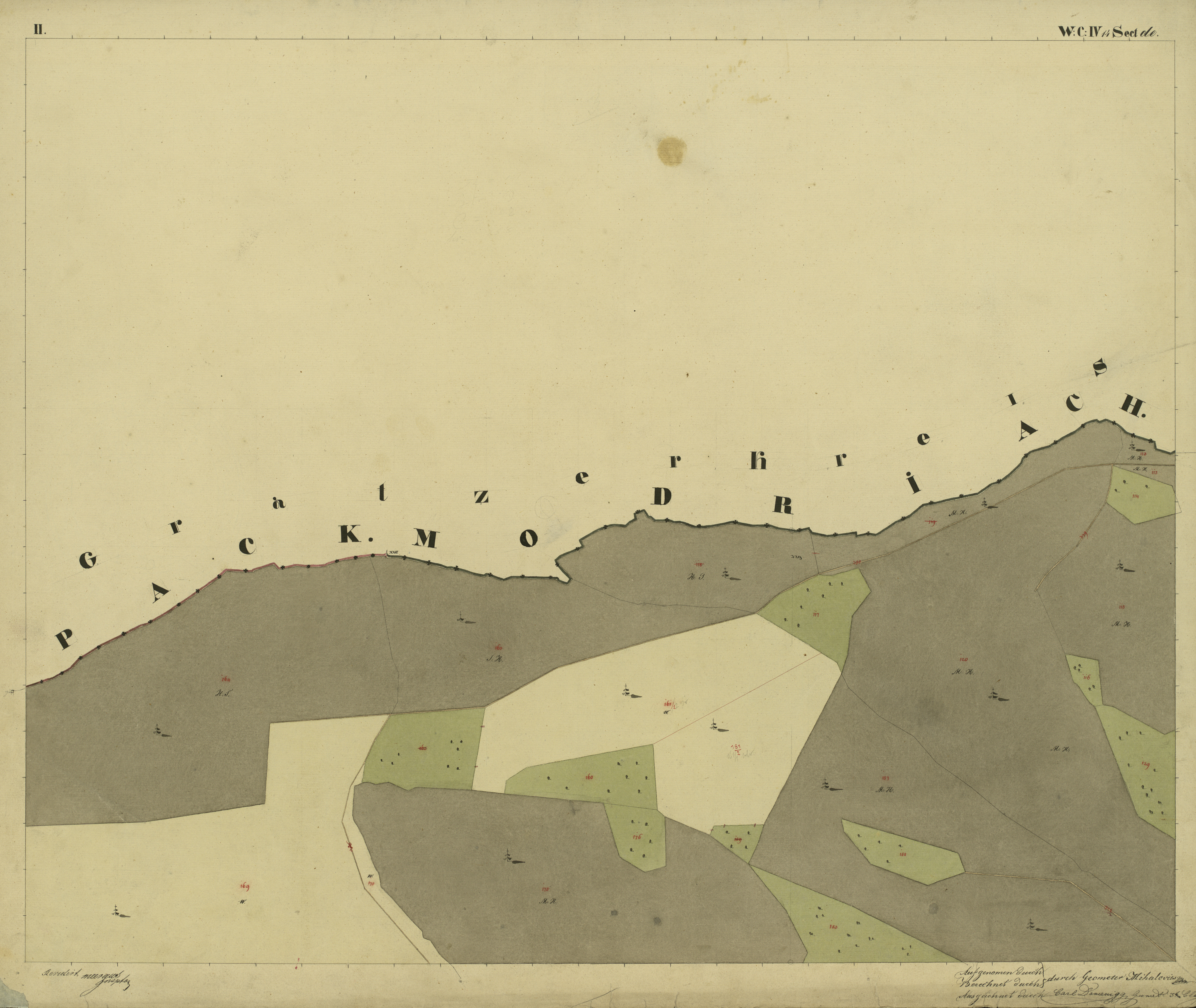
Nutzungsarten beim Filzmoos um das Jahr 1825

Das Filzmoos liegt im Ostteil der Freiländer Alm auf der Hebalm auf einer Höhe von 1450 m ü. A., ca. 2 Kilometer (Koordinaten rechts oben) östlich der Hebalmstraße (Rehbockhütte, Hebalmwirtshaus) und nördlich des Schwarzkogels.
Es ist Teil eines ca. 1 km² großen, abgelegenen und schwer zu durchdringenden Gebietes, in dem kleine Waldflächen mit Buschzonen, teilweise Latschen und Vernässungen, Mooren und Sümpfen abwechseln.
Das Gebiet ist zu Fuß auf (für PKW gesperrten) Wirtschaftswegen erreichbar, eine Zufahrt ist bis zur Freiländer Almhütte möglich (nur im Sommer bewirtschaftet, Schotterstraße nur für Kfz ohne Spoiler bzw. mit hohem Radstand zu empfehlen).
Das Filzmoos liegt auf dem Grundstück Nr. 169/2 der Katastralgemeinde Klosterwinkel. Die Grundstücksnummern im Grundstückskataster, welche die verschiedenen Nutzungsarten (siehe Bild) am Beginn des 19. Jahrhunderts dokumentieren, sind für dieses Gebiet nicht mehr aktuell.
Die Lage des Filzmooses auf dem Höhenzug der Koralpe ist ein Beleg für den schollenartigen Bau dieses Gebirges: Die Koralpe ist geologisch ein emporgehobener Gebirgsteil, eine sogenannte Pultscholle. Das Feuchtgebiet liegt auf einer mehrere Kilometer langen relativ ebenen Fläche, auf der eine Reihe von Feuchtflächen liegen (so auch die See Eben).
Der Untergrund des Filzmooses besteht aus einer wasserundurchlässigen Gesteinslage, die stark mit Glimmer durchsetzt ist (Gneisglimmerschiefer).
Dem Filzmoos entspringt in westlicher Richtung der Rettenbach, östlich der Klosterbach und im Norden mit dem Stering-Bach, der die ehemalige Grandner Alm durchfließt, ein Quellbach des Packer Baches.

## Name
Der Namensteil „Filz‑“ kann auch Flächen bedeuten, die dicht mit Moos bewachsen sind. Damit handelt es sich beim Namen „Filzmoos“ um eine Doppelbestimmung. Grund dafür kann sein (siehe Pleonasmus), dass die hier vorliegende alte Bedeutung von „Filz“ im Lauf der Zeit in den Hintergrund trat oder überhaupt vergessen wurde und das zusätzlich verwendete Wort „Moos“ klarstellen sollte, dass mit dem Wort nicht die Textilie Filz, sondern die Feuchtfläche gemeint wurde.

## Umwelt

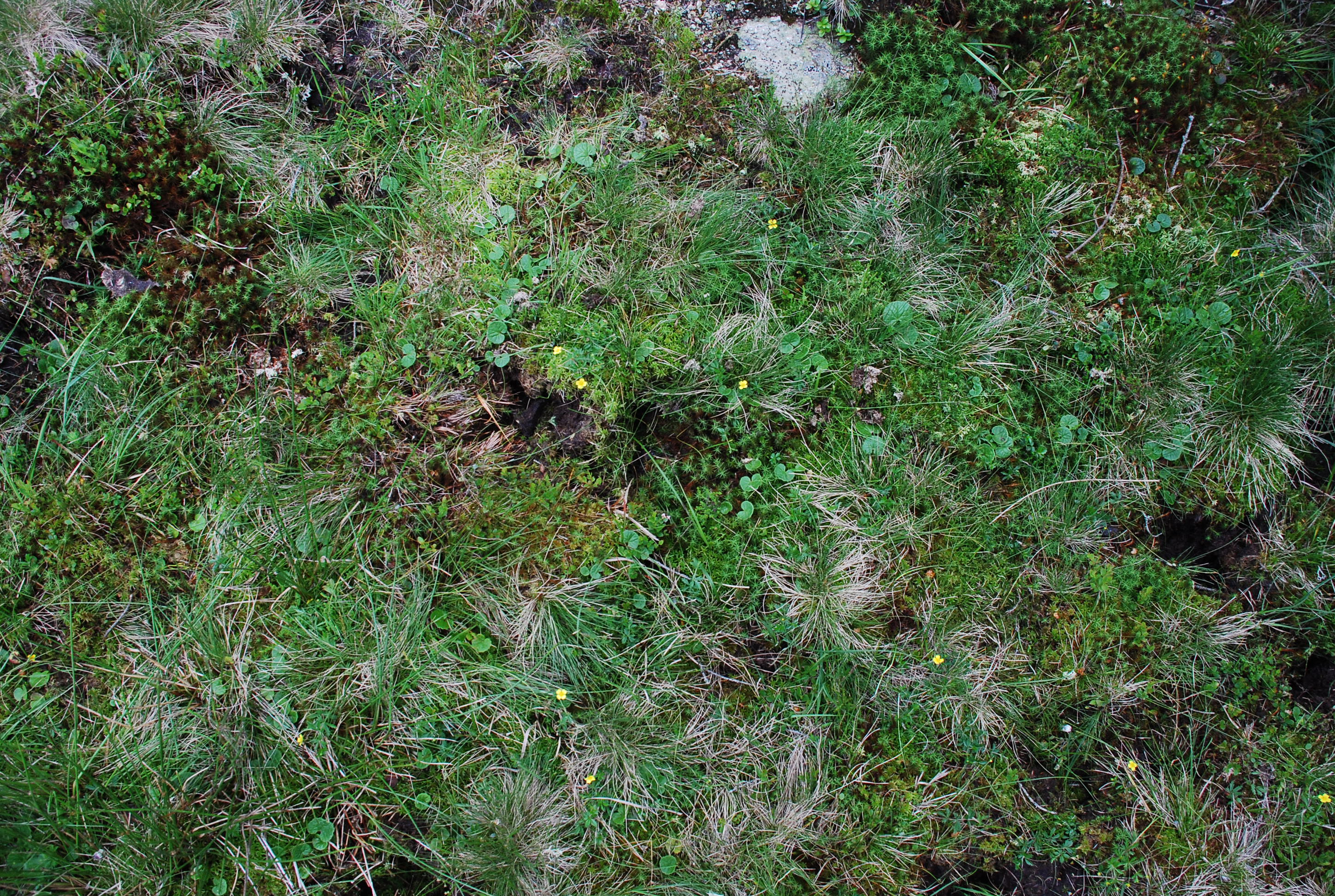
Rasenstück aus dem Filzmoos, Hebalm: Moos, Bürstling, Schwarzbeerpflänzchen, Frauenmantel neben Erosionsschäden im Boden durch Viehtritt

Das Filzmoos ist ein Sattelmoor. Solche Moore entstehen aus Versumpfungen flacher Übergänge zwischen Berghöhen, hier des Sattels zwischen Schwarzkogel und Münzerkogel. Der Hochmoortorf liegt größtenteils direkt auf dem mineralischen Untergrund auf.
Dieser seltene Moortyp liegt meist direkt auf der Wasserscheide und bildet an den Rändern Quellgebiete aus. Das ist auch beim Filzmoos der Fall. Gleichzeitig ist es ein Hochmoor (Regenmoor), das heißt, die Feuchtigkeit kommt nicht von den Hängen oberhalb, sondern es wird primär aus Niederschlag befeuchtet.
Charakteristisch für das Filzmoos sind die kleinen mit Wollgras bewachsenen offenen Flächen zwischen dem Baumbewuchs.
An den trockeneren Stellen des Gebietes, die noch beweidet werden, ist der kalkfeindliche, auf mageren Böden wachsende Bürstling verbreitet. Im Areal findet sich auch das Birkenkögerl, einst eine Felsformation mit Solitärbirke, das aber verwaldet ist. Der Status eines Naturdenkmals wurde 2010 aufgehoben.
Das Filzmoos wurde 2010 zum Naturschutzgebiet Freiländer Filzmoos erklärt, es war bereits seit 1967 ein geschützter Landschaftsteil. Dieser Schutz dient der Erhaltung des Hochmoores und des Legföhrenbestandes in diesem Gebiet. Jede Änderung des Wasserhaushaltes und der Bodengestaltung, die Aufforstung und das Entnehmen von Legföhren und Moosen sind verboten. Nur die Fichtenbestände dürfen genützt werden.
Das Filzmoos liegt im Südwesten des Landschaftsschutzgebietes Pack–Reinischkogel–Rosenkogel.

## Geschichte

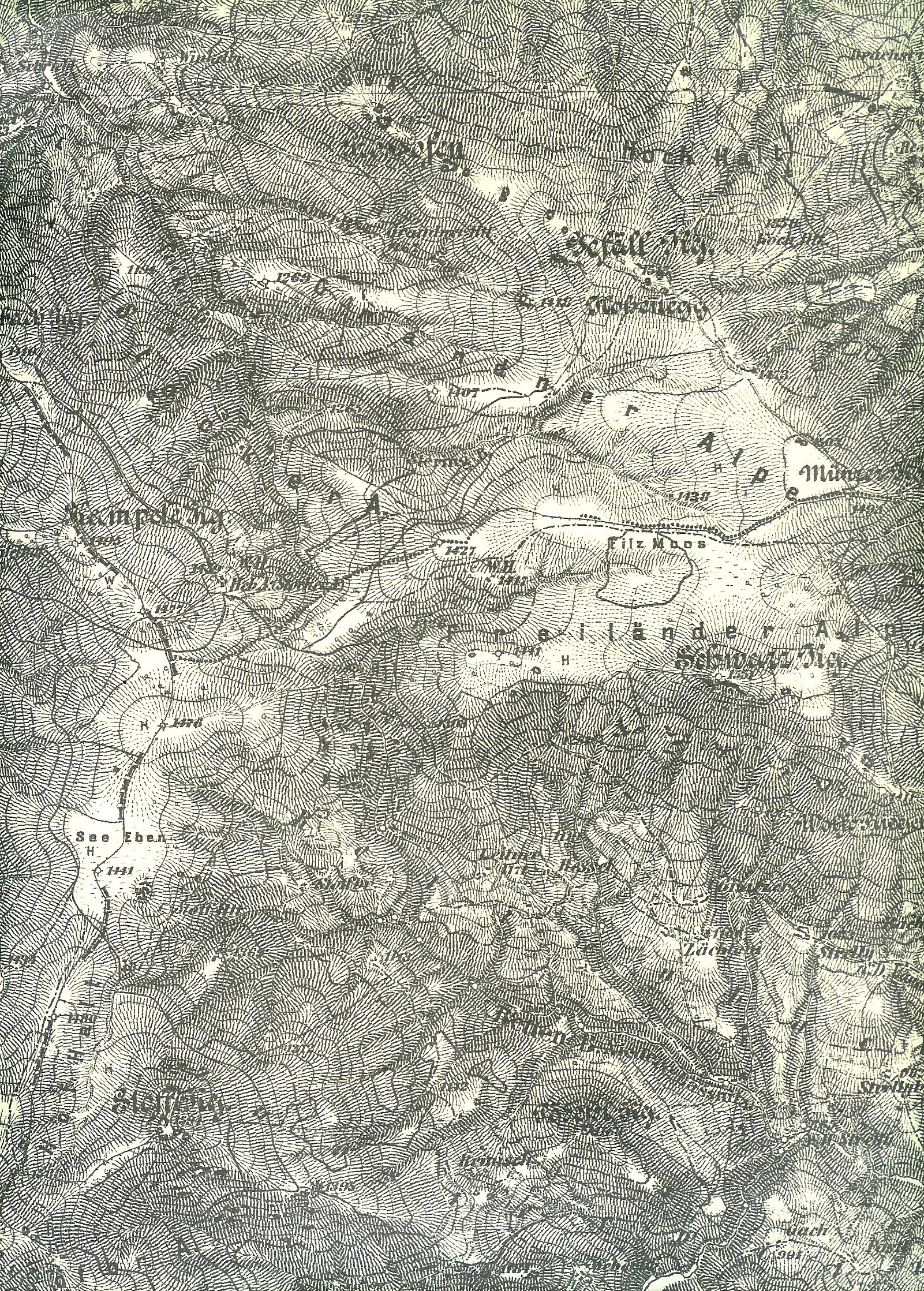
Das Filzmoos auf der Freiländer Alm um 1877, Ausschnitt aus der Kopie des Aufnahmeblattes 5254/1 der Landesaufnahme

Das Alter eines 1973 geborgenen Holzstückes aus dem Torf des Filzmooses in ca. 3,05 bis 3,15 m Tiefe (Ort der Probennahme) wurde durch einen Radiocarbontest damals auf 7000±120 Jahre bestimmt. Die Zeit, in der dieses Stück abgestorben ist, liegt somit bei ca. 5030 v. Chr. Es ist also mit Sicherheit ein nacheiszeitliches Primärmoor, das sich schon bald nach dem Gletscherschwund der letzten Eiszeit zu bilden begann.

## Bilder

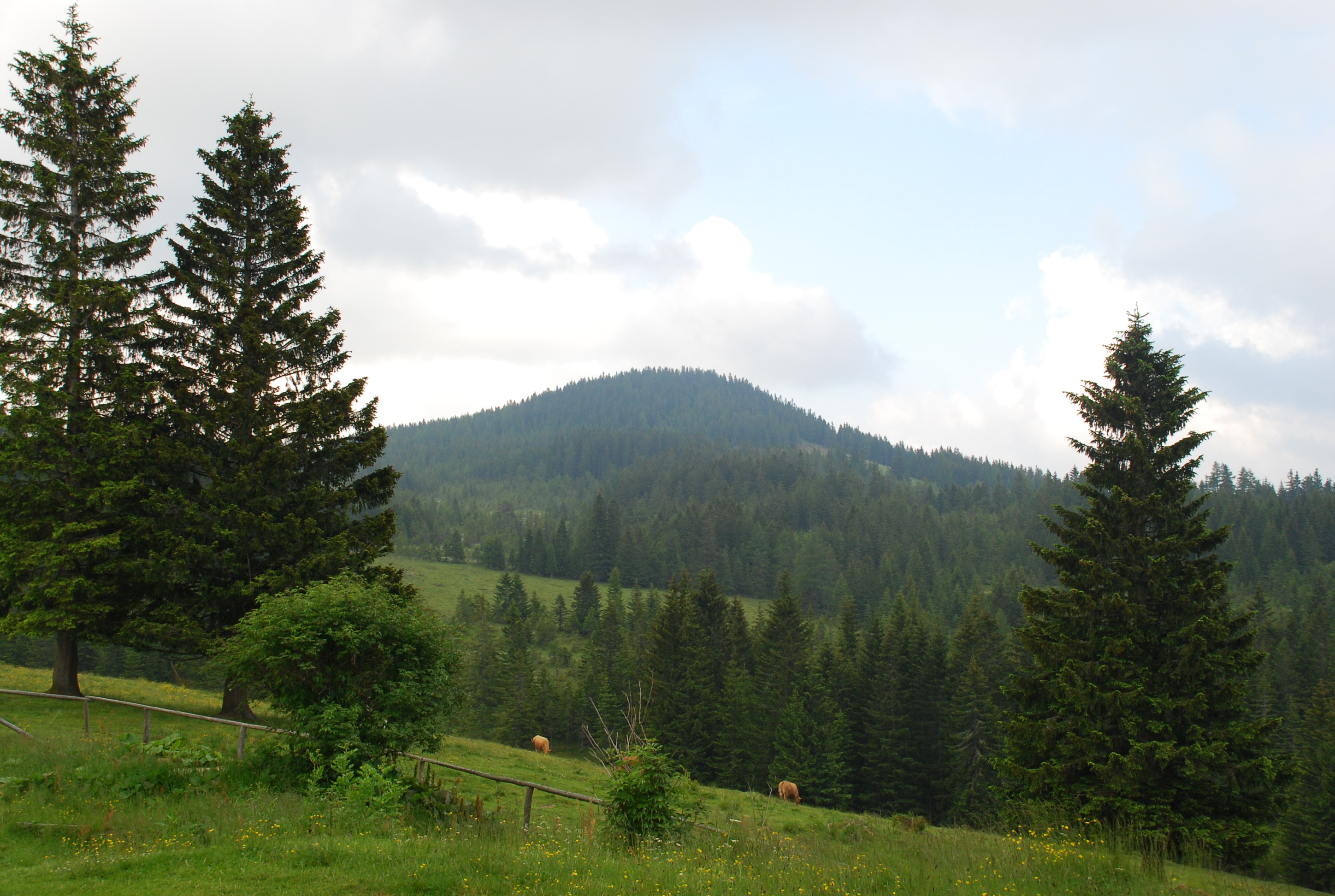
Über das Filzmoos auf dem Weg zum Schwarzkogel
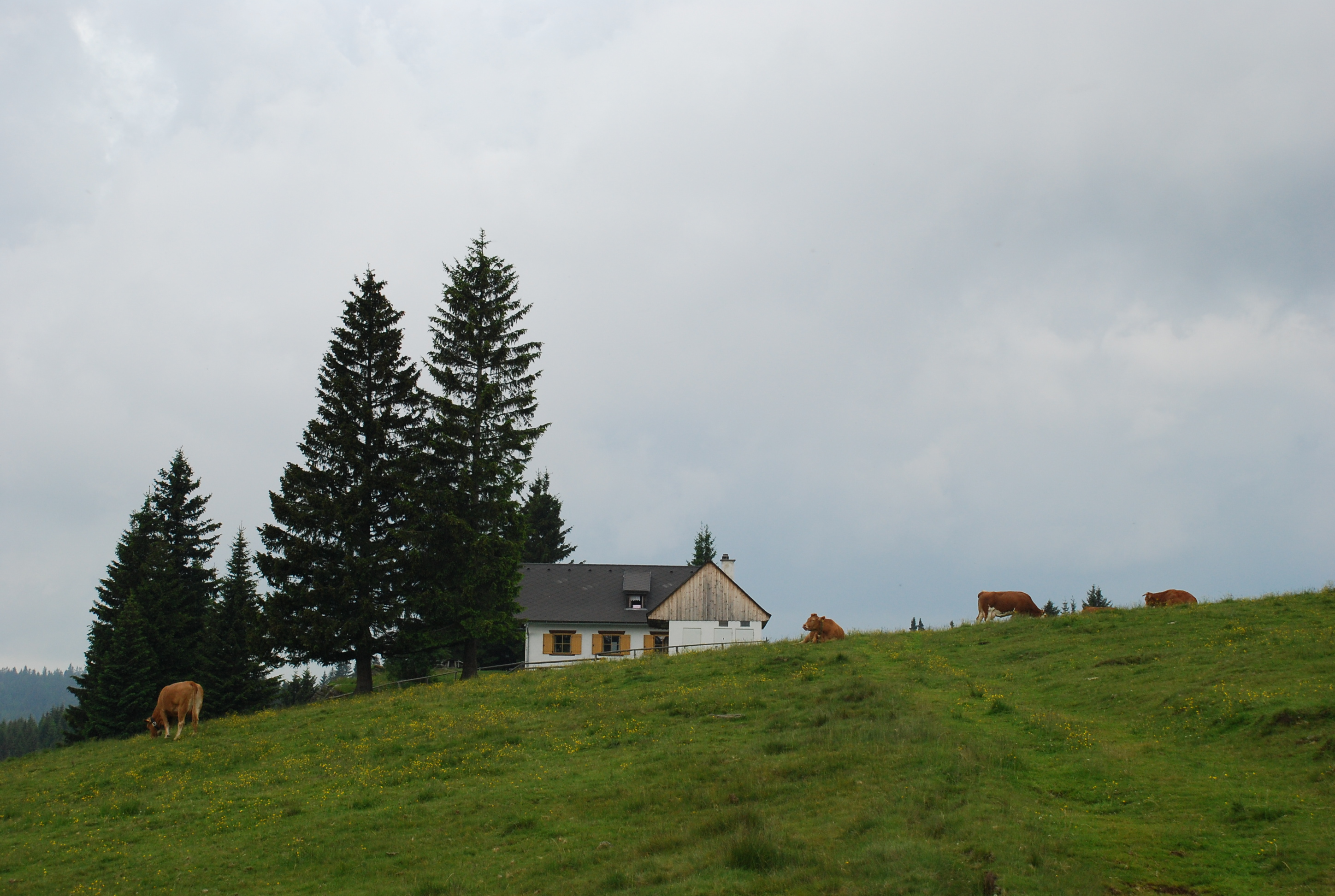
Das Filzmoos ist über die Freiländer Almhütte zu erreichen.
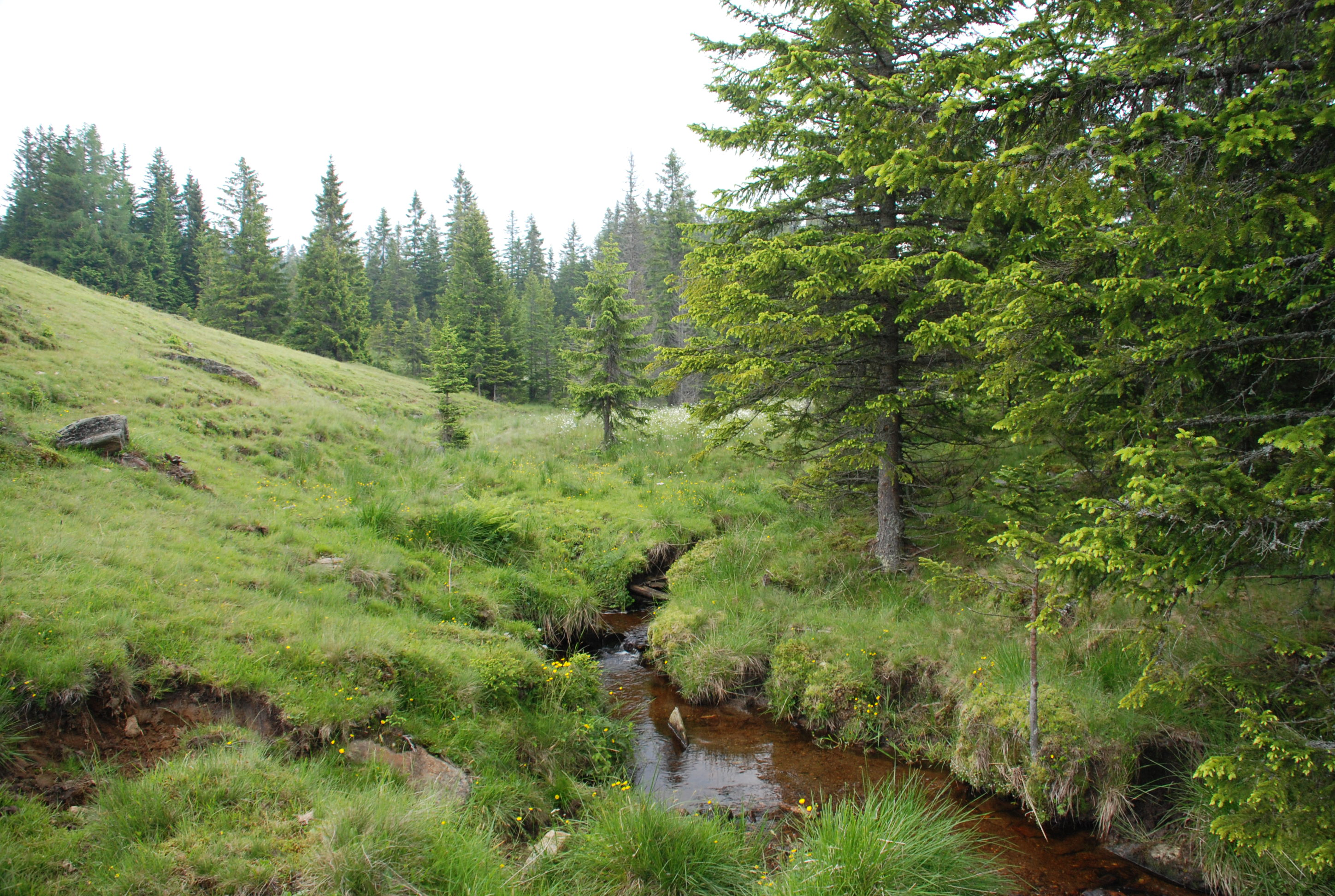
Quellbach des Rettenbachs
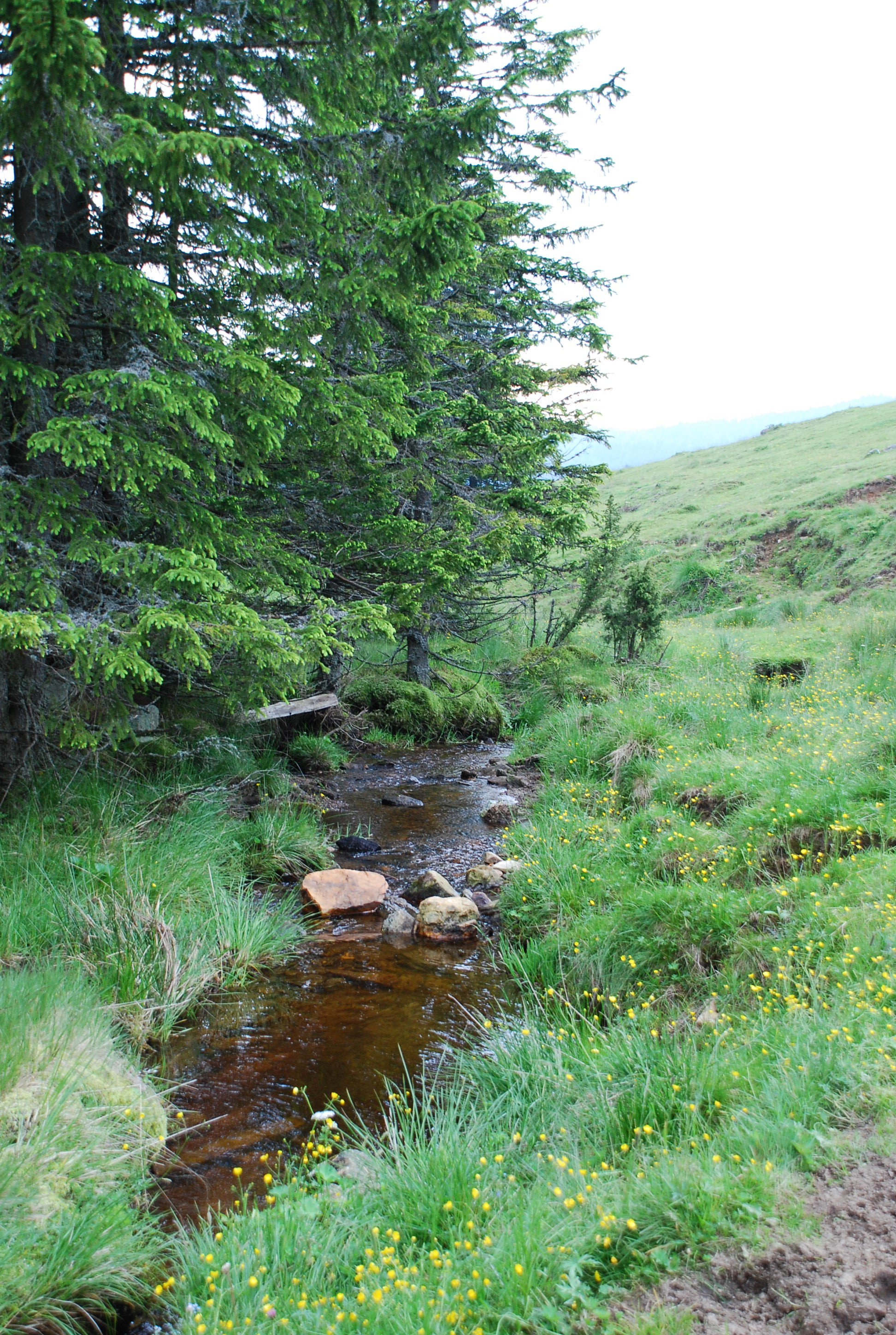
Die Wasserläufe aus dem Filzmoos gehören zur Wasserversorgung des Weidelandes der Freiländer Alm
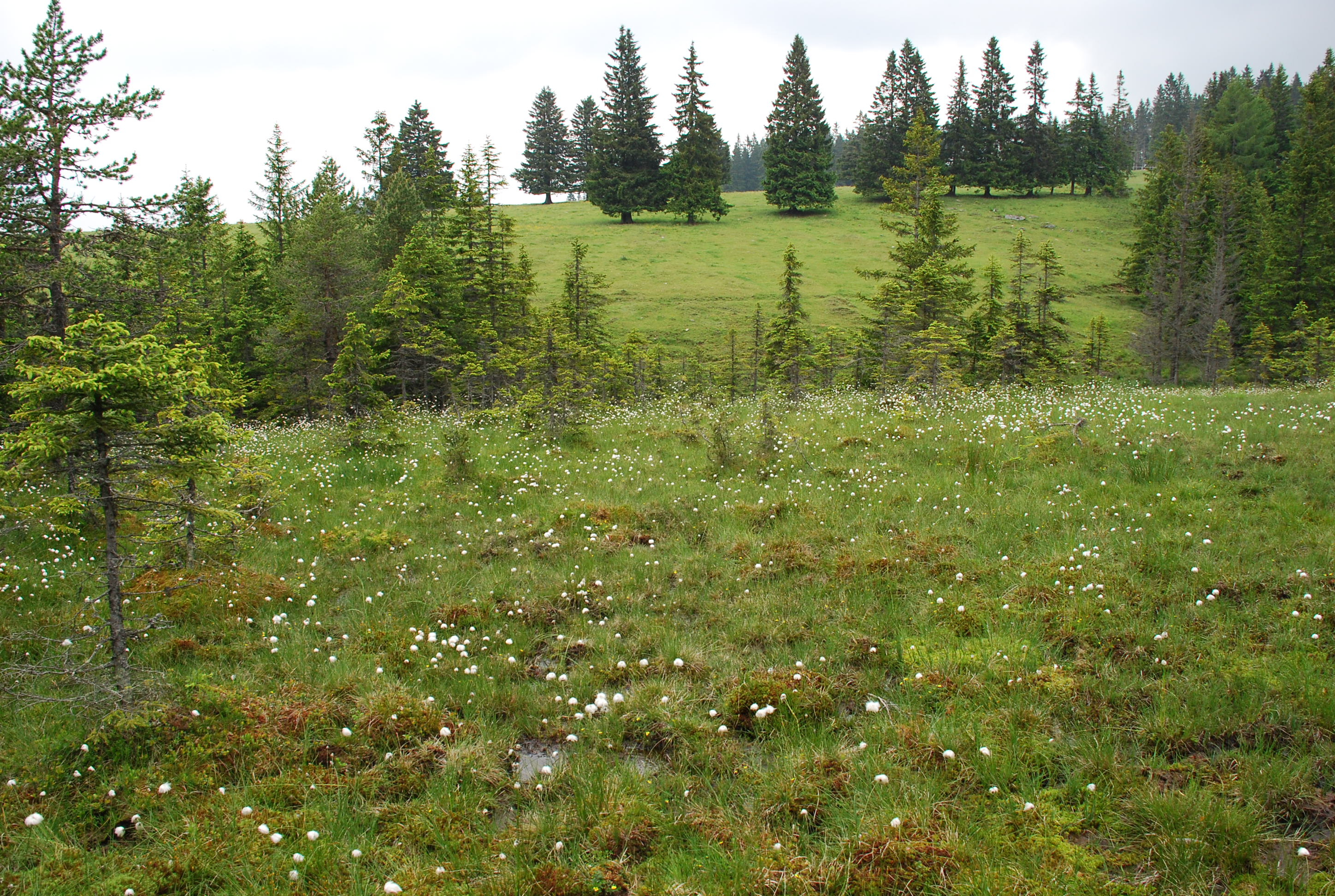
Im Filzmoos
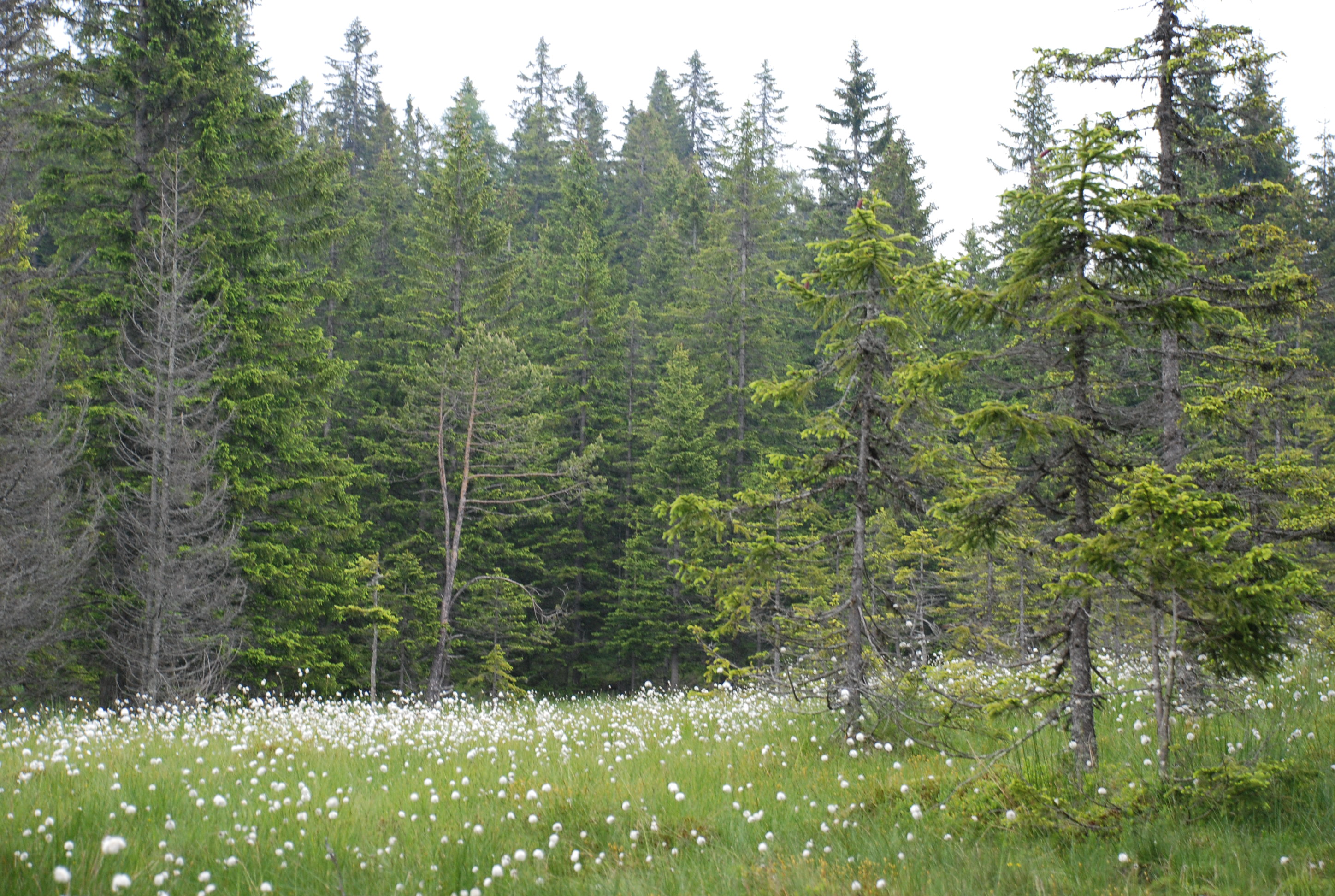
Wollgraswiese